# Мост Юзефа Пилсудского (Краков)
Мост Юзефа Пилсудского (пол. Most Józefa Piłsudskiego) — мост через Вислу в Кракове, Польша. Соединяет   Казимеж (дзельница Старе-Място) и Подгуже. Это самый старый автомобильный мост через Вислу в Кракове, который сохранился до наших дней в первоначальном виде. В 2006 году мост стал объектом туристического маршрута Краковский путь техники. 

## Расположение
Соединяет улицу Легионов Юзефа Пилсудского с Краковской улицей.
Выше по течению находится Грюнвальдский мост, ниже — мост Отца Бернатка.

## Название
Первоначально строящийся мост неофициально назывался 4-м. В январе 1932 г. Городской  совет назвал мост в честь маршала Юзефа Пилсудского. После реконструкции в 1948 году мост переименовали в честь  Тадеуша Костюшко. Также использовались неофициальные названия 4-й мост и 2-й мост (возникшее после реконструкции). В 1990 году возвращено первоначальное название  мост Юзефа Пилсудского.

## История
Необходимость строительства нового моста, улучшающего связь между старым Краковом и Подгужем, обсуждалась еще до Первой мировой войны. Решение о строительстве было принято в августе 1925 года, после того как соседний Подгурский мост был закрыт из-за плохого технического состояния. 
Проект моста был разработан группой инженеров под руководством А. Пшеницкого в конструкторском бюро Департамента мостостроения Министерства общественных работ в Варшаве.
Строительство велось с 1926 по 1933 гг. Изготовление и монтаж металлоконструкций моста был выполнен краковским заводом Л. Зеленевского (пол. Zakłady Stali Fabryka Maszyn, Kotłów i Wagonów L. Zieleniewski i Fitzner-Gamper). 
Торжественное открытие моста состоялось 19 января 1933 года. Общая стоимость строительства составила 5 млн злотых. За проезд и проход по мосту взималась плата. 
В связи с необходимостью строительства подъездных путей к мосту было снесено несколько зданий по обе стороны реки, в том числе рынок в Подгуже. К моменту открытия моста были сделаны только боковые пути к мосту со стороны набережных. Сквозное движение по оси Краковской улицы и улицы Пилсудского было открыто в 1935 г. Трамвайное движение началось только после войны.
Мост был заминирован немецкими войсками и взорван в январе 1945 года, в результате чего был поврежден южный пролёт (на стороне Подгуже). Саперами Красной армии взамен поврежденного пролёта был построен временный деревянный. В октябре 1948 г. мост был открыт после реконструкции.

## Конструкция
Мост трехпролётный металлический арочный. Центральный пролёт длиной 72 м перекрыт металлический двухшарнирной аркой с ездой понизу (проезжая часть расположена на уровне низа пролётного строения). Опоры моста монолитные железобетонные. Промежуточные опоры облицованы гранитом (с верховой стороны) и доломитом (с низовой). Длина моста составляет 147,5 м, ширина моста — 18,5 м (из них ширина проезжей части — 10 м и два тротуара по 3 м).
Мост предназначен для движения автотранспорта, трамваев и пешеходов. Проезжая часть моста включает в себя 2 полосы для движения автотранспорта (в том числе 2 трамвайных пути). Покрытие проезжей части и тротуаров — асфальтобетон. Перильное ограждение металлическое бестумбовое. На правом берегу и с низовой стороны левого берега устроены лестничные сходы на нижний ярус набережной.